# Jerzy Dębski
Jerzy Dębski herbu Radwan (ur. 23 kwietnia 1668, zm. 5 marca 1733 w Krośnie) – jezuita, autor dzieła Tractatus theologicus devirtute et sacramento poenitentiae traditus. 

## Życiorys
Do zakonu wstąpił w 1684. Nowicjat odbył w Krakowie, retorykę studiował w kolegium w Lublinie, filozofię w Kaliszu, teologię w Krakowie, gdzie przyjął święcenia kapłańskie w 1697. Nauczyciel wielu szkół jezuickich. Rektor kolegium w Przemyślu w latach 1724–1728. Od 1731 rektor kolegium w Krośnie. Jego wujem był biskup Jan Dębski.